# Francesco Piccolomini
Francesco Piccolomini (ur. 22 października 1582 w Sienie, zm. 17 czerwca 1651 w Rzymie) – generał Towarzystwa Jezusowego.
Pochodził z wpływowej toskańskiej rodziny, która wydała dwóch papieży: Piusa II i Piusa III. Wstąpił do jezuitów 26 stycznia 1610. Był profesorem, rektorem Papieskiego Uniwersytetu Gregoriańskiego i prowincjałem rzymskim. Po śmierci generała Vincenzo Carafy 8 lutego 1649, Kongregacja Generalna wybrała 21 grudnia Piccolominiego przełożonym generalnym. Podczas tej kongregacji wydano dekret o Ratio studiorum, czyli programie nauczania. Zmarł po 18 miesiącach rządów.